# IC 1389
IC 1389 — галактика типу S? (спіральна галактика) у сузір'ї Козоріг.
Цей об'єкт міститься в оригінальній редакції індексного каталогу.